# Srebrna Krila
Srebrna Krila (em português:  "Asas de prata") foi uma banda jugoslava, mais precisamente de Zagreb na Croácia.
A banda foi criada na anos 70, com Vlado Kalember como líder da banda.  
Em 1988 representou a antiga Jugoslávia no Festival Eurovisão da Canção , interpretando o tema "Mangup".
Durante a década de 1980 e década de 1990 a banda fez diversas incarnações até desaparecer após a morte do seu fundador  Muc. 

## Membros da banda
- Vlado Kalember
- Dado Jelavić
- Adi Karaselimović
- Duško Mandić
- Mustafa "Muc" Ismailovski
- Slavko Pintarić-Pišta
- Lidija Asanović

## Discografia
- Srebrna krila (1979)
- Ja sam samo jedan od mnogih sa gitarom (1980)
- Sreo sam ljubav iz prve pjesme (1980)
- Ša-la-la (1981)
- Julija i Romeo (compilation) (1982)
- Zadnja ploča (1982)
- Silverwings (versão inglesa de "Zadnja ploča", Canada, 1983)
- Djevuška (1983)
- Uspomene (1984)
- 30 u hladu (1986)
- Mangup (1988)
- Poleti golubice (1988)
- Ljubav je za ljude sve (maxi single) (1995)
- Tamo gdje ljubav stanuje (1996)
- Nebo vidi, nebo zna (1998)